# Lorenz Langermann (der Jüngere)
Lorenz Langermann (der Jüngere), auch Laurentius Langermann (* 9. September 1595 in Hamburg; † 13. Dezember 1658 ebenda) war ein deutscher Jurist, Domdekan in Hamburg und dänischer Gesandter.

## Leben
Lorenz Langermann Jr. entstammte einer in Hamburg seit dem 16. Jahrhundert verbreiteten patrizischen Familie. Er war ein Sohn des gleichnamigen Domherrn und Autors geistlicher Schriften Lorenz Langermann (der Ältere) und dessen Frau Anna, geb. Moilken. Seine Schwester  Margaretha (* 1594) heiratete Dr. David Gronov und war die Mutter von Johann Friedrich Gronovius, sein Bruder Paul wurde Oberalter in Hamburg und sein Bruder Dieterich Senator der Hansestadt.
Er studierte Rechtswissenschaften, vor allem an der Universität Heidelberg, wo er 1617 erstmals als Respondent unter dem Vorsitz von Reiner Bachoff von Echt (* 1575; † um 1640) erschien und am 20. Februar 1619 zum Dr. iur. utr. promoviert wurde.
Am 31. März 1621 erhielt er die Domherrenstelle seines verstorbenen Vaters und wurde Mitglied des Domkapitels in Hamburg. Schon am 23. September 1624 wählte ihn das Kapitel zum Domdekan. Daneben wurde er königlich dänischer und herzoglich wolfenbüttelscher Rat. Zu einem unbekannten Zeitpunkt wurde er zum Hofpfalzgraf ernannt. Als Unterhändler Dänemarks war er 1641 am Zustandekommen des Hamburger Präliminarfriedens beteiligt, und 1643 schickte ihn der dänische König Christian IV. als Gesandten zu den Friedensverhandlungen in Osnabrück, wo er zwischen dem Reich und Schweden vermitteln sollte. Die sich verschlechternden Beziehungen Dänemarks und Schwedens führten jedoch im Dezember 1643 zum Torstenssonkrieg und zur Abreise der dänischen Gesandten aus Osnabrück. Schweden ging gestärkt aus den Auseinandersetzungen hervor und erhielt im Westfälischen Frieden 1648 das Erzstift und Herzogtum Bremen mitsamt dem Hamburger Domkapitel zugesprochen.
Seit 1622 war er verheiratet mit Cillie (1594–1662), einer Tochter des Oberalten Lucas Beckmann. Die Kinder des Paares waren
- Cillie, (1622–1645), verheiratet seit 1642 mit dem Licentiaten Barthold Wichmann
- Lorenz, verheiratet mit Katharina, der Tochter des Senators Johann Schulte
- Lucas Langermann (1625–1686), Jurist, Domherr, Syndicus des Hamburger Domkapitels, Domdekan

Lorenz und Cillie Langermann wurden im Dom beerdigt. Bei dessen Abbruch wurden ihre Gebeine wie die aus den anderen Gräbern zu ewigen Tagen auf den St. Michaelis-Friedhof am Dammtor umgebettet.

## Schriften
- Notae Et Animadversiones Ad Voluminis Secundi Thesium Treutleri, Disputationem XI. De Institutionibus Et Substitutionibus Haeredum ... Praeside Bachovio. Heidelberg 1617
- De donationibus. Praeside Bachovio. Heidelberg 1619
- Quaestiones aliquot ex jure controverso. Heidelberg 1619 (Diss.)